# Максимилијан Пирнер
Максимилијан Пирнер (чеш. Maximilián Pirner; Сушице, 13. фебруар 1854 — Праг, 2. април 1924) је био чешки сликар.

## Биографија
Студирао је на Академији ликовних уметности у Прагу, код професора чеш. Josef Matyáš Trenkwald (1872—1874) и у Бечу (1875—1879). У Бечу је добио Рајхлову награду (1885), за циклус „Демон љубави”.
Комбиновао је традиционалну алегорију са жанр-сликарством. На прелазу из 19. у 20. века, између касног романтизма и симболизма.
Осим жанр-сцена, сликао је илустрације и израдио је неколико слика за цркве. Користио је мотиве из бајки и митологије.
На Прашкој академији је радио од 1887. као педагог, затим од 1896. као редовни професор, а 1911–1912 је био њен ректор.

## Галерија
- У пуном цвату, циклус Демон љубави (1883/4)
- Љубавници (Састанак у шуми) (1885)
- Крај свих ствари (1887)
- Погреб вила (1888)
- Медуза (1891)
- Поток (1903)
- Љубавници - Гробар